# ЮС ФРАН
ЮС ФРАН (фр. Union Sportive du Foyer de la Régie Abidjan-Niger) — буркинийский футбольный клуб из города Бобо-Диуласо. Выступает в Чемпионате Буркина-Фасо, домашние матчи проводит на «Стад Воби», вмещающем 10 000 зрителей. Был основан в 1959 году.

## Названия
- 1959—1988 — USFRAN
- 1989—1997 — USCB
- 1998—н. в. — USFRAN

## Достижения
- Чемпион Буркина-Фасо (3): 1963, 1964, 1968
- Обладатель Кубка Буркина-Фасо (5): 1966, 1967, 1969, 1971, 1974